# Централна лаборатория по слънчева енергия и нови енергийни източници
Централната лаборатория по слънчева енергия и нови енергийни източници е научно звено, в научно-изследователското направление по енергийни ресурси и енергийна ефективност, на Българска академия на науките.
Лабораторията провежда фундаментални и приложни научни изследвания, консултантска и експертна дейност и подготовка на висококвалифицирани специалисти в областта на възобновяемите енергийни източници. Разработват се нови материали, полупроводникови прибори и технологии за приложение при преобразуване на слънчевата енергия.
Разработват се иновативни прибори и съоръжения за намаляване на себестойността на фотоелементите и за повишаване на енергийна ефективност.